# Epicauta subglabra
Epicauta subglabra är en skalbaggsart som först beskrevs av Henry Clinton Fall 1922.  Epicauta subglabra ingår i släktet Epicauta och familjen oljebaggar. Inga underarter finns listade i Catalogue of Life.